# Ramotka (album)
Ramotka – album studyjny polskiego rapera schaftera. Album został wydany 25 maja 2023 roku. Data wydania utworu „ONA (PREQUEL)” została zapowiedziana już w 2019 roku w utworze „marvin” z płyty audiotele.

## Lista utworów
1. „AFEKT (PRELUDIUM)” – 3:15
2. „SIESPRAWDZAM” – 2:09
3. „PATOLOGIA (SILHOUETTE)” – 2:48
4. „SYNKOPY” – 2:17
5. „KLEJNOTY” – 2:36
6. „DEEP STATE PROGRAMME” – 2:39
7. „ONA (PREQUEL)” – 2:32
8. „WOLE OPOWIADAC” – 2:43